# Live EP
Live EP är den andra skivan av det progressiva rockbandet Mars Volta. Skivan är inspelad live och släpptes i juli 2003 på Universal Records. Den är 42:29 minuter lång och alla låtarna finns också med i studioform på De-Loused in the Comatorium. 

## Låtar
1. "Roulette Dares (The Haunt Of)" - 9:29
2. "Drunkship of Lanterns" - 9:38
3. "Cicatriz ESP" - 16:03
4. "Televators" - 7:18